# Aulopareia
Genre
Aulopareia est un genre de poissons regroupant 5 des nombreuses espèces de gobies.

## Liste des espèces
Selon World Register of Marine Species (17 déc. 2015) :
- Aulopareia atripinnatus Smith, 1931
- Aulopareia janetae Smith, 1945
- Aulopareia koumansi Herre in Herre & Myers, 1937
- Aulopareia unicolor Valenciennes in Cuvier & Valenciennes, 1837

Selon ITIS (17 déc. 2015) :
- Aulopareia cyanomos (Bleeker, 1849)
- Aulopareia janetae Smith, 1945
- Aulopareia koumansi (Herre in Herre & Myers, 1937)
- Aulopareia spilopterus (Smith, 1932)
- Aulopareia unicolor (Valenciennes in Cuvier & Valenciennes, 1837)